# Mont Vélan
Mont Vélan (italsky Monte Vélan) je hora v Penninských Alpách, na italsko-švýcarské hranici.
Mont Vélen je jedním z horských masivů, který je součástí hlavního hřebene Alp a leží na hranici Itálie a Švýcarska.
S výškou 3 722 metrů pak náleží do první dvacítky nejvyšších hor Itálie s prominencí vyšší než 500 metrů. Nachází se 5,5 kilometru jihozápadně od více známé a jedné z nejvyšších hor v Alpách Grand Combin, v regionu Údolí Aosty. Leží přibližně 20 kilometrů severně od města Aosta.